# Skärmarbrink
Skärmarbrink – powierzchniowa stacja sztokholmskiego metra, leży w Sztokholmie, w Söderort, w dzielnicy Enskede-Årsta-Vantör, w części Johanneshov. Na stacji rozdzielają się linie zielonej linii metra (T17 i T18), leży między Gullmarsplanem a Hammarbyhöjden i Blåsut. Dziennie korzysta z nich około 5 500 osób.
Stacja znajduje się równolegle do Palandergatan. Posiada jedno wyjście przy Pelargatan i Palandergatan. 
Stację metra jako Hammarby otworzono 1 października 1950, była to 5. stacja systemu. Obecną nazwę przyjęła 17 kwietnia 1958. Stacja posiada dwa perony z 4 krawędziami (jeden peron obsługuje jedną linię).

## Sztuka
- Brązowe rzeźby na peronach, Carl Magnus, 1990[3]

## Czas przejazdu
| Linia | Stacja        | Czas przejazdu | Stacja                                      | Czas przejazdu           |
| T17   | Åkeshov       | 31-32 min      | Gullmarsplan Slussen Gamla stan T-Centralen | 2 min 6 min 7 min 11 min |
| T17   | Skarpnäck     | 9 min          | Gullmarsplan Slussen Gamla stan T-Centralen | 2 min 6 min 7 min 11 min |
| T18   | Alvik         | 24-25 min      | Gullmarsplan Slussen Gamla stan T-Centralen | 2 min 6 min 7 min 11 min |
| T18   | Farsta strand | 14 min         | Gullmarsplan Slussen Gamla stan T-Centralen | 2 min 6 min 7 min 11 min |

## Otoczenie
W najbliższym otoczeniu stacji znajdują się:
- Hammarby kyrka
- Skärmarbrinks gård